# Jô Clemente
Jolinda Garcia dos Santos Clemente (Coxim, 1926), conhecida como Jô Clemente ou, simplesmente, Dona Jô, é uma filantropa brasileira. É conhecida por ter fundado a Apae de São Paulo (atualmente denominada como Instituto Jô Clemente), sendo considerada como um dos principais nomes na defesa da inclusão da pessoa com deficiência intelectual no Brasil.

## Biografia
Inicialmente uma dona de casa, Jô casou-se com o médico Antonio Clemente Filho, com quem teve quatro filhos, entre eles José Carlos Clemente, o Zequinha, que nasceu com Trissomia do Cromossomo 21 ou síndrome de down. Ao lado de quatro famílias, fundou em 1961 a Apae de São Paulo após não conseguir escolas que pudessem educar as crianças. A sede inicial era em um sobrado na Zona Sul paulistana.
Inicialmente, a Apae foi criada como um Centro Multidisciplinar para formar fonoaudiólogos, fisiatras e fisioterapeutas. Com o tempo, passou a receber crianças com deficiências neurológicas para que pudessem ser educadas.
Em 1966, organizou a primeira Feira da Bondade, onde conseguiu recursos para construir a sede da Apae em um terreno cedido pela prefeitura de São Paulo.
As edições das Feiras da Bondade tornaram-se um sucesso em São Paulo. Os eventos recebiam mulheres da alta sociedade de São Paulo, que vendiam produtos importados, uma raridade na década de 1960. A última edição do evento aconteceu em 1995.
Outra ação social organizada por Jô Clemente foi o Agulhas da Alta Moda Brasileira, que reunia um desfile, baile e jantar. O evento chegou a reunir banqueiros como Joseph Safra, Lázaro Brandão e Olavo Setúbal, tendo sido realizado até 2002.
A Apae-SP também ficou conhecida por trazer ao Brasil, em 1976, o teste do pezinho, que ajudou a detectar doenças que podem levar à deficiência intelectual.
À medida em que seu filho, Zequinha, envelhecera, Jô passou a se preocupar com o bem-estar de pessoas com deficiência intelectual em fase de envelhecimento. Em 1998, apoiou a construção de um centro especializado em estimular pessoas nessa fase da vida. Zequinha morreu em 2001, aos 52 anos. Era considerado o "símbolo da Apae" e viveu de maneira independente, chegando a morar sozinho e ter vida social ativa numa época em que pessoas com síndrome de down viviam à margem da sociedade.
Jô Clemente afastou-se do comando da Apae de São Paulo em 2008, passando o cuidado da instituição para seu filho, Cássio Clemente. Desde então, seguiu como presidente de honra da organização.
Em 2019, a Apae-SP separou-se da Apae nacional, passando a se chamar Instituto Jô Clemente. O motivo foi o afastamento do conceito de oferecer educação especializada para pessoas com deficiência, serviço que a instituição deixou de oferecer em 2010.

## Livro
É autora do livro Retalhos da Vida, da Cia Editora Nacional, em que conta lembranças da vida desde a infância.